# Strafford County
Strafford County ist ein County im Bundesstaat New Hampshire der Vereinigten Staaten. Im Jahr 2020 lebten hier 130.889 Menschen. Der Verwaltungssitz (County Seat) ist Dover.

## Geschichte
1789 war Strafford County eins von fünf Original Countys in New Hampshire. Es wurde benannt nach William Wentworth, 2. Earl of Strafford. Das Belknap County wurde 1840 aus Strafford County ausgegliedert.
Ein Ort im County hat den Status einer National Historic Landmark, das John Sullivan House. 40 Bauwerke und Stätten des Countys sind insgesamt im National Register of Historic Places eingetragen (Stand 15. Februar 2018).

### Einwohnerentwicklung
| Jahr      |         |         |         |        | 1767   | 1773   | 1775   | 1783   | 1786   | 1790    |
| --------- | ------- | ------- | ------- | ------ | ------ | ------ | ------ | ------ | ------ | ------- |
| Einwohner |         |         |         |        | 250    | 1357   | 1745   | 3346   | 3887   | 6985    |
| Jahr      | 1800    | 1810    | 1820    | 1830   | 1840   | 1850   | 1860   | 1870   | 1880   | 1890    |
| Einwohner | 11.296  | 13.560  | 16.937  | 22.376 | 23.166 | 29.384 | 31.493 | 30.243 | 35.558 | 38.442  |
| Jahr      | 1900    | 1910    | 1920    | 1930   | 1940   | 1950   | 1960   | 1970   | 1980   | 1990    |
| Einwohner | 39.337  | 38.951  | 38.546  | 38.580 | 43.553 | 51.567 | 59.799 | 70.431 | 85.324 | 104.233 |
| Jahr      | 2000    | 2010    | 2020    | 2030   | 2040   | 2050   | 2060   | 2070   | 2080   | 2090    |
| Einwohner | 112.233 | 123.143 | 130.889 |        |        |        |        |        |        |         |

## Geographie
Das County hat eine Fläche von 994 Quadratkilometern; davon sind 39 Quadratkilometer (3,6 Prozent) Wasserflächen.
Nachbar-Counties
- Carroll County (New Hampshire), Norden
- York County (Maine), Osten
- Rockingham County (New Hampshire), Süden
- Merrimack County (New Hampshire), Westen
- Belknap County, Nordwesten

## Städte und Gemeinden
| Ortschaft           | Status | Einwohner (2020) | Gesamte Fläche [km²] | Landfläche [km²] | Bevölkerungsdichte [Einwohner / km²] | Gründung |
| ------------------- | ------ | ---------------- | -------------------- | ---------------- | ------------------------------------ | -------- |
| Barrington          | town   | 9.326            | 125,7                | 120,9            | 77,1                                 | 1722     |
| Dover (County Seat) | city   | 32.741           | 75,2                 | 69,2             | 473,1                                | 1623     |
| Durham              | town   | 15.490           | 64,2                 | 58,0             | 267,1                                | 1732     |
| Farmington          | town   | 6.722            | 97,2                 | 96,4             | 69,7                                 | 1732     |
| Lee                 | town   | 4.520            | 52,2                 | 51,7             | 87,4                                 | 1766     |
| Madbury             | town   | 1.918            | 31,7                 | 30,2             | 63,5                                 | 1755     |
| Middleton           | town   | 1.823            | 47,9                 | 46,9             | 38,9                                 | 1749     |
| Milton              | town   | 4.482            | 89,0                 | 85,8             | 52,2                                 | 1802     |
| New Durham          | town   | 2.693            | 114,3                | 107,5            | 25,1                                 | 1749     |
| Rochester           | city   | 32.492           | 118,5                | 117,6            | 276,3                                | 1749     |
| Rollinsford         | town   | 2.597            | 19,7                 | 18,9             | 137,4                                | 1849     |
| Somersworth         | city   | 11.855           | 25,9                 | 25,4             | 466,7                                | 1754     |
| Strafford           | town   | 4.230            | 133,1                | 127,3            | 33,2                                 | 1820     |